# Nova nana
Una nova nana (UG) è un tipo di variabile cataclismica che consiste in una stella binaria molto stretta in cui una delle componenti è una nana bianca, che risucchia materia dalla sua compagna; sono simili alle nove classiche, in cui la nana bianca è soggetta a delle esplosioni periodiche, ma i meccanismi sono differenti: le nove classiche infatti sono il risultato della fusione e della detonazione dell'idrogeno acquisito dalla compagna, mentre la teoria attuale suggerisce che le nove nane sono il risultato dell'instabilità del disco di accrescimento, quando cioè il gas nel disco raggiunge una temperatura critica che causa un cambiamento nella viscosità, che porta ad un collasso sulla nana bianca che rilascia così una grande quantità di energia potenziale gravitazionale.
Le nove nane si distinguono dalle nove classiche anche in altri modi: la loro luminosità è minore e sono tipicamente ricorrenti su una scala da alcuni giorni a qualche decennio. La luminosità delle esplosioni aumenta sia con l'intervallo di ricorrenza che con il periodo orbitale; alcune ricerche condotte col Telescopio Spaziale Hubble suggeriscono che queste relazioni potrebbero rendere le nove nane molto utili come candele standard per la misurazione delle distanze cosmiche.
Esistono tre tipi di nove nane:
- Variabili U Geminorum (UGSS), che includono tutte le novae nane che non rientrano nelle precedenti categorie. Le variabili U Geminorum presentano esplosioni che innalzano la loro luminosità di 2 - 6 magnitudini e hanno una durata di uno o due giorni. Nei giorni seguenti il sistema ritorna alla sua luminosità usuale. Vengono chiamate anche variabili SS Cygni a partire dal loro prototipo alternativo, SS Cygni, che esibisce periodicamente gli eventi più brillanti di questo sottotipo di variabili.

- Le variabili SU Ursae Majoris (UGSU), sono caratterizzate da due tipi di esplosioni denominate normali e supermassimi. Le esplosioni normali sono simili a quelle che avvengono nelle variabili U Geminorum, mentre i supermassimi sono 2 magnitudini più luminosi, durano 5 volte di più e sono tre volte meno frequenti. Solitamente il periodo orbitale di questi sistemi è inferiore alle 2,5 ore. Le variabili SU Ursae Majoris, hanno delle "superesplosioni" più brillanti della media. Si suddividono in due sottoclassi: variabili WZ Sagittae e variabili ER Ursae Majoris.

- Variabili Z Camelopardalis (UGZ), che si arrestano temporaneamente ad una certa luminosità sotto il loro picco. Le variabili Z Camelopardalis differiscono dalle variabili U Geminorum perché frequentemente dopo un'esplosione non ritornano alla loro luminosità originaria, ma esibiscono una luminosità a metà strada fra i massimi e i minimi. L'ampiezza delle variazioni è di 2 - 5 magnitudini, mentre i periodi sono di 10 - 40 giorni.